# Verband Sozialistischer Mittelschüler
Der Verband Sozialistischer Mittelschüler (VSM) war eine österreichische Schülerorganisation, die sich für sozialistische und austromarxistische Ziele einsetzte. Der Verband wurde ursprünglich 1925 unter dem Namen Bund Sozialistischer Mittelschüler Österreichs (BSMÖ) gegründet, aber im Jahr 1934 im Zuge der Februarkämpfe von der austrofaschistischen Regierung verboten. Nach dem Zweiten Weltkrieg wurde die Organisation 1953 unter dem Namen VSM neu gegründet und spielte lange Zeit eine wichtige Rolle innerhalb der sozialistischen Jugendbewegung in Österreich und war bis 1973 die Gymnasiastenorganisation der SPÖ.

## Geschichte
Die Ursprünge des VSM lassen sich auf die Zeit des Ersten Weltkriegs zurückverfolgen, als sich eine illegale sozialistische Mittelschülerbewegung in Wien bildete. Nach dem Krieg gründeten Paul Felix Lazarsfeld und Ludwig Wagner im Dezember 1918 die Freie Vereinigung sozialistischer Mittelschüler, die jedoch nach kurzer Zeit wieder aufgelöst wurde. In den Jahren 1923/1924 entstand daraufhin die Vereinigung sozialistischer Mittelschüler, aus der 1925 der es zur formellen Gründung des landesweiten Bund Sozialistischer Mittelschüler Österreichs kam. Der Verband war in den 1920er-Jahren besonders aktiv und gab zwischen 1925 und 1933 die Zeitschrift Der Schulkampf heraus.
Obmann im Schuljahr 1924/1925 war Viktor Frankl, Obfrau im Schuljahr 1925/1926 Marie Jahoda.
Nach den Februarkämpfen 1934 wurde der BSMÖ wie viele andere Vorfeldorganisationen der SDAPÖ (heutige SPÖ) vom austrofaschistischen Ständestaat verboten.

### Neubeginn in der Nachkriegszeit
Im Jahr 1953 wurde der BSMÖ als „Verband Sozialistischer Mittelschüler“ (VSM) neu gegründet. Der VSM galt als „Elitereservoir“ der SPÖ und spielte eine zentrale Rolle in der politischen Bildung junger Sozialisten. Mitglieder des BSMÖ waren unter anderen Marie Jahoda, Hertha Firnberg, Bruno Kreisky, Jura Soyfer und Adolf Kozlik. In den 1950er Jahren und danach waren u. a. Karl Blecha, Heinz Fischer, Hannes Androsch, Ferdinand Lacina, Peter Kreisky, Eva Kreisky geb. Zgraja, Peter Kostelka, Hans Besenböck, Rudolf Schicker und Erich Schmidt bekannte VSM-Mitglieder.
Der VSM setzte sich stark für politische Bildung und die Verbreitung sozialistischer Ideen ein. Dabei orientierte er sich an den Lehren des Austromarxismus und engagierte sich auch in aktuellen politischen Debatten, zum Beispiel in der Olah-Affäre und dem Borodajkewycz-Skandal. In den 1960er Jahren veröffentlichte der VSM das Kleine rote Schülerbuch, das eine provokante Auseinandersetzung mit dem Bildungssystem, Schülerrechten und Sexualaufklärung bot und dem Format der sogenannten „Mao-Bibel“ nachempfunden war.
Das Büro des VSM befand sich in den 1960er Jahren in Wien 2., Praterstraße 25. Die Zeitschrift des VSM hieß nun rote tafel.

### Trennung von der SPÖ und Niedergang
Trotz der ideologischen Nähe zur SPÖ geriet der VSM in den 1960er Jahren zunehmend in Konflikt mit der Parteiführung. Der Verband vertrat eine deutlich linksgerichtete Position und kritisierte die Partei von dieser Seite. 1971 erreichte der VSM mit rund 6.700 Mitgliedern seinen Höhepunkt. 1973 vollzog der Verband jedoch die institutionelle Trennung von der SPÖ, was zu einem raschen Bedeutungsverlust führte. Nach der Gründung der Aktion Kritischer Schüler_innen (AKS) im Jahr 1976 als neue SPÖ-nahe Schülerorganisation verlor der VSM zunehmend an Einfluss und wurde schließlich zu einer unbedeutenden Splittergruppe.